# Le Semeur (Grohar)
Pour les articles homonymes, voir Le Semeur.
Le Semeur est un tableau peint par Ivan Grohar en 1907. Il mesure 120 cm de haut sur 107 cm de large. Il est conservé à la galerie nationale de Slovénie à Ljubljana. Le tableau sert de motif pour la face nationale slovène de la pièce de 5 centimes d'euro.